# Peltephilus
Peltephilus Ameghino, 1887 è un genere estinto di armadilli appartenente alla famiglia Peltephilidae.
Nel corso dell'Oligocene era presente nei territori dell'odierna Argentina, e si estinse nel corso del Miocene. Era caratterizzato dalla presenza di un paio di corna nella parte superiore del cranio.
La specie P. ferox aveva un cranio di circa 11,7 cm, e una massa corporea stimata in circa 11 kg.
È stato tradizionalmente considerato un genere carnivoro in base ai grandi denti triangolari, ma nel 1997 Vizcaino e Farina hanno proposto che Peltephilus fosse erbivoro.

## Tassonomia
Il genere Peltephilus fu originariamente assegnato alla famiglia dei Chlamyphoridae, ma nel 2007 Darin A. Croft, John J. Flynn e Andre Wyss lo posizionarono nella nuova famiglia dei Peltephilidae.
Le specie attualmente riconosciute sono:
- Peltephilus depressus Ameghino 1897
- Peltephilus ferox Ameghino 1891
- Peltephilus giganteus Ameghino 1894
- Peltephilus granosus Ameghino 1902
- Peltephilus protervus Ameghino 1897
- Peltephilus pumilus Ameghino 1887
- Peltephilus strepens Ameghino 1887
- Peltephilus undulatus Ameghino 1897

## Distribuzione
Fossili di Peltephilus sono stati trovati in:
Deseadano
- Argentina – Formazione Sarmiento
- Bolivia – Formazione Salla[7]

Miocene
- Argentina – Colloncurano, Formazione Collón Curá;  per il Santacruciano, Formazione Santa Cruz[8]
- Bolivia – Colloncurano, Formazione Nazareno
- Cile – Santacruciano, Formazione Chucal[5]